# Lemonade Mouth
Pour le téléfilm adapté du roman, voir Lemonade Mouth (téléfilm).
Lemonade Mouth est un roman de fiction écrit par Mark Peter Hughes et publié en 2007. L'action se déroule à Opequonsett High School sur Rhode Island et suit cinq adolescents qui se rencontrent en retenue et forment un groupe pour surmonter les luttes du lycée. Le roman a été adapté en téléfilm et diffusé pour la première fois le 15 avril 2011 sur Disney Channel USA.

## Résumé de l'histoire
L'histoire suit cinq lycéens désespérés de Rhode Island qui se rencontrent en retenue, se rendent compte qu'ils peuvent avoir un grand succès s'ils y travaillent, et forment en fin de compte un groupe appelé Lemonade Mouth qui devient un défenseur des lycéens mis à l'écart par l'élite de l'école. 
L'histoire est compilé par Naomi Fishmeier et est racontée à travers les points de vue de chacun des membres de la bande, qui mènent leur propre combat pour s'affranchir du lycée.

## Personnages
- Olivia Whitehead : C'est la chanteuse du groupe. Olivia vit avec sa grand-mère après que sa mère soit morte et que son père fut reconnu coupable de meurtre. Olivia est souvent nerveuse. Elle a un chat, Nancy.
- Stella Penn : Stella a commencé sa première année après avoir traversé à contrecœur le pays pour le nouveau travail de sa mère. Issue d'une famille de génies, elle voit dans l'heure de colle un moyen de se rebeller. Stella joue de la guitare électrique pour le groupe. Elle est végétarienne et encourage à oser prendre la parole et franchir les limites pour être créatif. Stella est la première à croire à la création du groupe.
- Wen Gifford : Wen a du mal à accepter que son père sorte avec une femme plus jeune, Sydney. Il joue du synthétiseur.
- Mohini "Mo" Banerjee : Une fille sage, "Mo" se retrouve socialement inepte et lutte avec les règles strictes de son père à la maison. Elle joue de la basse pour le groupe. Elle se concentre sur son travail scolaire et travaille dur.
- Charlie Hirsh : Charlie se sent devenir fou du fait qu'il est né à la place de son frère mort-né, Aaron. Il est le batteur du groupe. Il est bruyant et exubérant.

## Adaptation
Le roman a été adapté en un film du même nom pour Disney Channel. Les personnages principaux sont interprétés par Bridgit Mendler, Adam Hicks, Hayley Kiyoko, Naomi Scott et Blake Michael. La première du Disney Channel Original Movie a eu lieu sur Disney Channel le 15 avril 2011. Walt Disney Records a sorti la bande originale du film trois jours avant sa première.